# Willow Rosenberg
Willow Danielle Rosenberg – fikcyjna postać z serialu Buffy: Postrach wampirów, przez siedem sezonów grana przez Alyson Hannigan.
Urodziła się w 1981 roku w Sunnydale. Jej rodzicami są Ira i Sheila Rosenberg. Jest z pochodzenia Żydówką, ale od mniej więcej czwartego sezonu praktykuje wiccanizm. Willow jest zdolną uczennicą, jedną z najlepszych w Sunnydale High School, udziela też korepetycji i uczy informatyki po śmierci Jenny Calendar. Jest też hakerką. Magią zaczyna zajmować się już w liceum, jej pierwszym czarem jest przywrócenie duszy Angelowi w „Becoming part 2”. Dzięki magii staje się jedną z potężniejszych osób w Scooby Gangu, czasami ujawnia też zdolności przywódcze i obserwatorskie („Bargaing” wcześniej np. „Dark Ages”). Jest początkowo dość nieśmiała, ale przy Buffy nabiera śmiałości i wiary we własne możliwości. Jej pierwszym chłopakiem był Xander, mieli wtedy 6 lat i zerwali bo ukradł jej lalkę Barbie. Willow podkochuje się w nim aż do momentu poznania Oza. Krótki epizod z Xanderem doprowadza do tego, iż na krótko rozstaje się z Ozem – odcinek „Lover's Walk”, ponownie godzą się w „Amends”. W czwartym sezonie, Oz wyjeżdża by poznać swoją naturę wilkołaka. Załamana Willow poświęca się magii, poznaje przy tym Tarę – odcinek Hush. Obie zostają ostatecznie parą, co Willow początkowo ukrywa przed przyjaciółmi. Dopiero gdy jej były chłopak wraca na krótko do Sunnydale mówi o tym Buffy. Jej związek trwa przez cały piąty sezon, gdy bogini Glory odbiera Tarze umysł, Willow próbuje się na niej zemścić – „Though love”. W „Weight of the World” Willow odbywa podróż do umysłu Buffy, by wyrwać ją z katatonii. W „The Gift” udaje jej się wyleczyć Tarę. W sezonie szóstym Willow coraz bardziej uzależnia się od magii – jej kolejne czary mające odwrócić uwagę Tary od tego, doprowadzają do rozstania. Willow ostatecznie radzi sobie ze swoim problemem, godzi się też z dziewczyną, jednak ta zostaje zastrzelona przez Warrena. Willow opętana żądzą zemsty zabija go i próbuje zniszczyć świat. Zostaje powstrzymana przez Xandera. Willow wyjeżdża z Gilesem do Anglii, gdzie uczy się kontrolować swoje moce. W sezonie siódmym jej największym osiągnięciem było aktywowanie potencjalnych pogromczyń. Jej nową dziewczyną zostaje Kennedy.

## Post Sunnydale
Z wcześniejszych przed komiksowych wersji mogłoby wynikać, iż Willow sporo podróżowała wraz z Kennedy, jednak 8 sezon pozwala sądzić, że raczej trzymała się blisko grupy i dopiero po wydarzeniach z Dawn udała się w podróż, możliwe że szukać dla niej lekarstwa. Nigdzie nie jest jednak wspomniana Kennedy, można więc założyć, iż nie są już razem, ale w tym momencie nie jest to jeszcze absolutnie wyjaśnione.
Willow pojawia się na ostatniej stronie drugiego komiksu oraz na okładce części trzeciej. W tej chwili ciężko powiedzieć cokolwiek więcej poza tym, że prawdopodobnie będzie walczyć z Amy.

## Umiejętności
Willow jest doskonałą hakerką i matematyczką. Potrafi także uczyć innych, co widzimy wielokrotnie – Angel, Becoming part 1. Od trzeciego sezonu zajmuje się magią, w siódmym sezonie jest już prawdopodobnie jedną z najpotężniejszych czarownic w Buffyverse. Potwierdzają to słowa Amy Madison w The Killer in Me, że Willow zawsze dysponowała potężną mocą, nawet nie zdając sobie z tego sprawy. Potrafi grać na pianinie, jednak nie przed publicznością.

## Inne wcielenia
- Willow Duch – „Hallowen”
- Alt. Vampire Willow – „The wish” i „Doppelgängland”.
- Dark Willow, czasami nazywana też Darth Willow (przez Andrew Welch – „Villains”, „Two to go” i „The Grave"

## Aktorki
Przez siedem sezonów Alyson Hannigan. W odcinku pilotażowym grana przez Riff Ryder. W grze Buffy the vampire slayer: Chaos Bleed głos podkładała Kari Wahlgreen. W odcinku The Killer in me – Adam Bush.